# Italo Cencini
Italo Cencini (São Paulo, 2 de agosto de 1924 — São Paulo, 5 de janeiro de 2011) foi um desenhista e pintor brasileiro.
Artista plástico de arte moderna, Italo fez sucesso durante a década de 1950, quando expôs dentro e fora do Brasil, participando de três bienais, mas caiu no esquecimento anos depois.

## Biografia
Italo Cencini era filho de um imigrante italiano, Nicola Cencini, que era barbeiro e fotógrafo. Integrou o Prêmio Leirner de Arte Contemporânea.

## Filmografia
- 1966 - A Sétima Vítima
- 1968 - O Quarto